# Список міністрів закордонних справ Аргентини
Міністр закордонних справ і культу Аргентини (ісп. Ministro de Relaciones Exteriores y Culto), офіційна назва Канцлер (ісп. Canciller) — міністерська посада в уряді Аргентини з 1822 року, голова Міністерства закордонних справ і культу. З 20 вересня 2021 року посаду обіймає Сантьяго Каф'єро.

## Список міністрів закордонних справ Аргентини
| №   | Портрет         | Ім'я                           | Початок терміну   | Кінець терміну                                   | Президент                                         |
| --- | --------------- | ------------------------------ | ----------------- | ------------------------------------------------ | ------------------------------------------------- |
| 1   |                 | Бернардіно Рівадавія           | 5 лютого 1822     | 14 травня 1824                                   | посада президента ще не створена                  |
| 2   |                 | Мануель Хосе Гарсія            | 14 травня 1824    | 10 лютого 1826                                   | посада президента ще не створена                  |
| 3   |                 | Франсіско Фернандес де ла Крус | 10 лютого 1826    | 7 липня 1827                                     | Бернардіно Рівадавія                              |
| 4   |                 | Мануель Доррего                | 7 липня 1827      | 13 серпня 1827                                   | Вісенте Лопес-і-Планес                            |
| 5   |                 | Хуан Рамон Балькарсе           | 13 серпня 1827    | 10 липня 1828                                    | Мануель Доррего (губернатор Буенос-Айреса)        |
| 6   |                 | Хосе Рондо                     | 10 липня 1828     | 8 жовтня 1828                                    | Мануель Доррего (губернатор Буенос-Айреса)        |
| 7   |                 | Томас Гідо                     | 8 жовтня 1828     | 3 грудня 1828                                    | Мануель Доррего (губернатор Буенос-Айреса)        |
| 8   |                 | Хосе Мігель Діас Велес         | 3 грудня 1828     | 4 травня 1829                                    | Хуан Лавальє (губернатор Буенос-Айреса)           |
| 9   |                 | Сальвадор Марія дель Карріль   | 4 травня 1829     | 7 серпня 1829                                    | Хуан Хосе В'ямонте (губернатор Буенос-Айреса)     |
| 10  |                 | Томас Гідо                     | 7 серпня 1829     | 6 грудня 1829                                    | Хуан Хосе В'ямонте (губернатор Буенос-Айреса)     |
| 10  | 6 грудня 1829   | Томас Гідо                     | 9 березня 1830    | Хуан Мануель де Росас (губернатор Буенос-Айреса) |                                                   |
| 11  |                 | Томас де Анчорена              | 9 березня 1830    | Хуан Мануель де Росас (губернатор Буенос-Айреса) | 30 січня 1832                                     |
| 12  |                 | Вісенте Лопес-і-Планес         | 6 березня 1832    | Хуан Мануель де Росас (губернатор Буенос-Айреса) | 13 червня 1832                                    |
| 13  |                 | Мануель Вісенте Маса           | 13 червня 1832    | Хуан Мануель де Росас (губернатор Буенос-Айреса) | 6 серпня 1833                                     |
| 14  |                 | Мануель Хосе Гарсія            | 6 серпня 1833     | Хуан Мануель де Росас (губернатор Буенос-Айреса) | 6 листопада 1833                                  |
| 15  |                 | Томас Гідо                     | 6 листопада 1833  | Хуан Мануель де Росас (губернатор Буенос-Айреса) | 30 квітня 1835                                    |
| 16  |                 | Феліпе Арана                   | 30 квітня 1835    | Хуан Мануель де Росас (губернатор Буенос-Айреса) | 6 квітня 1852                                     |
| 17  |                 | Луїс Хосе де ла Пенья          | 6 квітня 1852     | 7 квітня 1852                                    | Вісенте Лопес-і-Планес (губернатор Буенос-Айреса) |
| 18  |                 | Вісенте Фідель Лопес           | 7 квітня 1852     | 22 червня 1852                                   | Вісенте Лопес-і-Планес (губернатор Буенос-Айреса) |
| 19  |                 | Луїс Хосе де ла Пенья          | 22 червня 1852    | 3 лютого 1853                                    | Валентин Альсіна (губернатор Буенос-Айреса)       |
| 20  |                 | Хосе Мігель Галан              | 3 лютого 1853     | 26 лютого 1853                                   | Валентин Альсіна (губернатор Буенос-Айреса)       |
| 21  |                 | Луїс Хосе де ла Пенья          | 26 лютого 1853    | 29 серпня 1853                                   | Валентин Альсіна (губернатор Буенос-Айреса)       |
| 22  |                 | Факундо Сувірія                | 29 серпня 1853    | 7 березня 1854                                   | Валентин Альсіна (губернатор Буенос-Айреса)       |
| 23  |                 | Хуан Марія Гутьєррес           | 7 березня 1854    | 1 серпня 1856                                    | Хусто Хосе де Уркіса                              |
| 24  |                 | Бернабе Лопес                  | 1 серпня 1856     | 30 вересня 1858                                  | Хусто Хосе де Уркіса                              |
| 25  |                 | Луїс Хосе де ла Пенья          | 30 вересня 1858   | 30 вересня 1858                                  | Хусто Хосе де Уркіса                              |
| 26  |                 | Хуан Франсіско Сегі            | 30 вересня 1858   | 1 березня 1859                                   | Хусто Хосе де Уркіса                              |
| 27  |                 | Луїс Хосе де ла Пенья          | 1 березня 1859    | 2 квітня 1859                                    | Хусто Хосе де Уркіса                              |
| 28  |                 | Педро Лукас Фунес              | 2 квітня 1859     | 18 квітня 1859                                   | Хусто Хосе де Уркіса                              |
| 29  |                 | Сантьяго Деркі                 | 18 квітня 1859    | 9 травня 1859                                    | Хусто Хосе де Уркіса                              |
| 30  |                 | Еліас Бедоя                    | 9 травня 1859     | 22 червня 1859                                   | Хусто Хосе де Уркіса                              |
| 31  |                 | Бальдомеро Гарсія              | 3 серпня 1859     | 7 листопада 1859                                 | Хусто Хосе де Уркіса                              |
| 32  |                 | Луїс Хосе де ла Пенья          | 7 листопада 1859  | 5 березня 1860                                   | Хусто Хосе де Уркіса                              |
| 33  |                 | Еміліо де Альвеар              | 5 березня 1860    | 14 грудня 1860                                   | Сантьяго Деркі                                    |
| 34  |                 | Франсіско Піко                 | 14 грудня 1860    | 4 лютого 1861                                    | Сантьяго Деркі                                    |
| 35  |                 | Ніканор Молінас                | 6 лютого 1861     | 3 червня 1861                                    | Сантьяго Деркі                                    |
| 36  |                 | Хосе Северо де Ольмос          | 3 червня 1861     | 6 серпня 1861                                    | Сантьяго Деркі                                    |
| 37  |                 | Ніканор Молінас                | 6 серпня 1861     | 12 грудня 1861                                   | Сантьяго Деркі                                    |
| 38  |                 | Едуардо Коста                  | 12 квітня 1862    | 13 жовтня 1862                                   | Бартоломе Мітре                                   |
| 39  |                 | Руфіно де Елісальде            | 15 жовтня 1862    | 6 вересня 1867                                   | Бартоломе Мітре                                   |
| 40  |                 | Марселіно Угарте               | 6 вересня 1867    | 25 січня 1868                                    | Бартоломе Мітре                                   |
| 41  |                 | Руфіно де Елісальде            | 25 січня 1868     | 12 жовтня 1868                                   | Бартоломе Мітре                                   |
| 42  |                 | Мар'яно Адріан Варела          | 12 жовтня 1868    | 17 серпня 1870                                   | Домінго Фаустіно Сарм'єнто                        |
| 43  |                 | Карлос Техедор                 | 17 серпня 1870    | 12 жовтня 1874                                   | Домінго Фаустіно Сарм'єнто                        |
| 44  |                 | Фелікс Фріас                   | 12 жовтня 1874    | 12 жовтня 1874                                   | Ніколас Авельянеда                                |
| 45  |                 | Педро А. Пардо                 | 12 жовтня 1874    | 2 серпня 1875                                    | Ніколас Авельянеда                                |
| 46  |                 | Бернардо де Ірігоєн            | 2 серпня 1875     | 2 жовтня 1877                                    | Ніколас Авельянеда                                |
| 47  |                 | Руфіно де Елісальде            | 2 жовтня 1877     | 8 травня 1878                                    | Ніколас Авельянеда                                |
| 48  |                 | Мануель Аугусто Монтес де Ока  | 8 травня 1878     | 6 вересня 1879                                   | Ніколас Авельянеда                                |
| 49  |                 | Домінго Фаустіно Сарм'єнто     | 6 жовтня 1879     | 8 жовтня 1879                                    | Ніколас Авельянеда                                |
| 50  |                 | Лукас Гонсалес                 | 9 жовтня 1879     | 7 червня 1880                                    | Ніколас Авельянеда                                |
| 51  |                 | Бенхамін Сорілья               | 7 червня 1880     | 12 жовтня 1880                                   | Ніколас Авельянеда                                |
| 52  |                 | Франсіско Х. Ортіс             | 25 жовтня 1883    | 12 жовтня 1886                                   | Хуліо Архентіно Рока                              |
| 53  |                 | Вікторіно де ла Пласа          | 11 лютого 1882    | 25 жовтня 1883                                   | Хуліо Архентіно Рока                              |
| 54  |                 | Бернардо де Ірігоєн            | 25 жовтня 1883    | 12 жовтня 1886                                   | Хуліо Архентіно Рока                              |
| 55  |                 | Норберто Кірно Коста           | 12 жовтня 1886    | 14 лютого 1889                                   | Мігель Хуарес Сельман                             |
| 56  |                 | Мар'яно Пельїса                | 14 лютого 1889    | 25 лютого 1889                                   | Мігель Хуарес Сельман                             |
| 57  |                 | Норберто Кірно Коста           | 25 лютого 1889    | 10 вересня 1889                                  | Мігель Хуарес Сельман                             |
| 58  |                 | Естаніслао Себальйос           | 10 вересня 1889   | 14 квітня 1890                                   | Мігель Хуарес Сельман                             |
| 59  |                 | Амансіо Алькорта               | 18 квітня 1890    | 30 червня 1890                                   | Мігель Хуарес Сельман                             |
| 60  |                 | Роке Саенс Пенья               | 30 червня 1890    | 4 серпня 1890                                    | Мігель Хуарес Сельман                             |
| 61  |                 | Едуардо Коста                  | 6 серпня 1890     | 21 жовтня 1891                                   | Карлос Пеллегріні                                 |
| 62  |                 | Естаніслао Себальйос           | 22 жовтня 1891    | 12 жовтня 1892                                   | Карлос Пеллегріні                                 |
| 63  |                 | Едуардо Коста                  | 12 жовтня 1892    | 7 de червня 1893                                 | Луїс Саенс Пенья                                  |
| 64  |                 | Валентин Вірасоро              | 7 червня 1893     | 27 червня 1893                                   | Луїс Саенс Пенья                                  |
| 65  |                 | Норберто Кірно Коста           | 27 червня 1893    | 5 липня 1893                                     | Луїс Саенс Пенья                                  |
| 66  |                 | Мігель Кане                    | 5 червня 1893     | 16 грудня 1893                                   | Луїс Саенс Пенья                                  |
| 67  |                 | Томас Северіно де Анчорена     | 16 грудня 1893    | 10 січня 1895                                    | Луїс Саенс Пенья                                  |
| 68  |                 | Амансіо Алькорта               | 10 січня 1895     | 7 грудня 1899                                    | Хосе Еварісто Урібуру                             |
| 69  |                 | Феліпе Йофре                   | 7 грудня 1899     | 5 квітня 1900                                    | Хуліо Архентіно Рока                              |
| 70  |                 | Амансіо Алькорта               | 5 квітня 1900     | 9 травня 1902                                    | Хуліо Архентіно Рока                              |
| 71  |                 | Хоакін Віктор Гонсалес         | 9 травня 1902     | 11 серпня 1902                                   | Хуліо Архентіно Рока                              |
| 72  |                 | Луїс Марія Драго               | 11 серпня 1902    | 18 липня 1903                                    | Хуліо Архентіно Рока                              |
| 73  |                 | Хоакін Віктор Гонсалес         | 20 липня 1903     | 9 вересня 1903                                   | Хуліо Архентіно Рока                              |
| 74  |                 | Хосе Террі                     | 9 вересня 1903    | 12 жовтня 1904                                   | Хуліо Архентіно Рока                              |
| 75  |                 | Карлос Родрігес Ларрета        | 12 жовтня 1904    | 15 березня 1906                                  | Мануель Кінтана                                   |
| 76  |                 | Мануель Аугусто Монтес де Ока  | 15 березня 1906   | 21 листопада 1906                                | Хосе Фігероа Алькорта                             |
| 77  |                 | Естаніслао Себальйос           | 21 листопада 1906 | 22 червня 1908                                   | Хосе Фігероа Алькорта                             |
| 78  |                 | Вікторіно де ла Пласа          | 22 червня 1908    | 9 серпня 1910                                    | Хосе Фігероа Алькорта                             |
| 79  |                 | Карлос Родрігес Ларрета        | 9 серпня 1910     | 12 жовтня 1910                                   | Хосе Фігероа Алькорта                             |
| 80  |                 | Епіфаніо Портела               | 12 жовтня 1910    | 17 грудня 1910                                   | Роке Саенс Пенья                                  |
| 81  |                 | Ернесто Бош                    | 17 грудня 1910    | 16 лютого 1914                                   | Роке Саенс Пенья                                  |
| 82  |                 | Хосе Луїс Муратуре             | 16 лютого 1914    | 12 жовтня 1916                                   | Вікторіно де ла Пласа                             |
| 83  |                 | Карлос Альфредо Беку           | 12 жовтня 1916    | 2 лютого 1917                                    | Іполіто Ірігоєн                                   |
| 84  |                 | Оноріо Пуейрредон              | 2 лютого 1917     | 13 вересня 1918                                  | Іполіто Ірігоєн                                   |
| 84  | 13 вересня 1918 | Оноріо Пуейрредон              | 8 жовтня 1920     |                                                  | Іполіто Ірігоєн                                   |
| 85  |                 | Пабло Торельйо                 | 8 жовтня 1920     | 15 лютого 1921                                   | Іполіто Ірігоєн                                   |
| 86  |                 | Оноріо Пуейрредон              | 15 лютого 1921    | 12 жовтня 1922                                   | Іполіто Ірігоєн                                   |
| 87  |                 | Томас Ле Бретон                | 12 жовтня 1922    | 26 грудня 1922                                   | Марсело Торкуато де Альвеар                       |
| 88  |                 | Анхель Гальярдо                | 27 грудня 1922    | 5 січня 1924                                     | Марсело Торкуато де Альвеар                       |
| 89  |                 | Томас Ле Бретон                | 5 січня 1924      | 25 січня 1924                                    | Марсело Торкуато де Альвеар                       |
| 90  |                 | Анхель Гальярдо                | 5 січня 1924      | 25 січня 1924                                    | Марсело Торкуато де Альвеар                       |
| 91  |                 | Антоніо Сагарна                | 4 січня 1927      | 31 січня 1927                                    | Марсело Торкуато де Альвеар                       |
| 92  |                 | Анхель Гальярдо                | 31 січня 1927     | 12 вересня 1927                                  | Марсело Торкуато де Альвеар                       |
| 93  |                 | Антоніо Сагарна                | 12 вересня 1927   | 10 лютого 1928                                   | Марсело Торкуато де Альвеар                       |
| 94  |                 | Анхель Гальярдо                | 1 лютого 1928     | 12 жовтня 1928                                   | Марсело Торкуато де Альвеар                       |
| 95  |                 | Орасіо Оянарте                 | 12 жовтня 1928    | 6 вересня 1930                                   | Іполіто Ірігоєн                                   |
| 96  |                 | Ернесто Бош                    | 7 вересня 1930    | 9 жовтня 1931                                    | Хосе Фелікс Урібуру                               |
| 97  |                 | Адольфо Біой                   | 9 жовтня 1931     | 9 лютого 1932                                    | Хосе Фелікс Урібуру                               |
| 98  |                 | Карлос Сааведра Ламас          | 20 лютого 1932    | 1 жовтня 1933                                    | Агустін Педро Хусто                               |
| 99  |                 | Леопольдо Мело                 | 1 жовтня 1933     | 21 жовтня 1933                                   | Агустін Педро Хусто                               |
| 100 |                 | Карлос Сааведра Ламас          | 21 жовтня 1933    | 1 грудня 1933                                    | Агустін Педро Хусто                               |
| 101 |                 | Леопольдо Мело                 | 10 грудня 1933    | 28 грудня 1933                                   | Агустін Педро Хусто                               |
| 102 |                 | Карлос Сааведра Ламас          | 28 грудня 1933    | 28 серпня 1936                                   | Агустін Педро Хусто                               |
| 103 |                 | Рамон Кастільйо                | 28 серпня 1936    | 18 листопада 1936                                | Агустін Педро Хусто                               |
| 104 |                 | Карлос Сааведра Ламас          | 18 листопада 1936 | 20 лютого 1938                                   | Агустін Педро Хусто                               |
| 105 |                 | Хосе Марія Кантіло             | 20 лютого 1938    | 20 лютого 1938                                   | Роберто Марселіно Ортіс                           |
| 106 |                 | Мануель Рамон Альварадо        | 20 лютого 1938    | 20 квітня 1938                                   | Роберто Марселіно Ортіс                           |
| 107 |                 | Хосе Марія Кантіло             | 20 квітня 1938    | 29 квітня 1938                                   | Роберто Марселіно Ортіс                           |
| 108 |                 | Мануель Рамон Альварадо        | 29 квітня 1938    | 07 травня 1938                                   | Роберто Марселіно Ортіс                           |
| 109 |                 | Хосе Марія Кантіло             | 07 травня 1938    | 29 листопада 1938                                | Роберто Марселіно Ортіс                           |
| 110 |                 | Мануель Рамон Альварадо        | 29 листопада 1938 | 24 грудня 1938                                   | Роберто Марселіно Ортіс                           |
| 111 |                 | Хосе Марія Кантіло             | 24 грудня 1938    | 02 вересня 1940                                  | Роберто Марселіно Ортіс                           |
| 112 |                 | Хуліо Архентіно Паскуаль Рока  | 02 вересня 1940   | 28 січня 1941                                    | Роберто Марселіно Ортіс                           |
| 113 |                 | Гільєрмо Роте                  | 28 січня 1941     | 13 червня 1941                                   | Роберто Марселіно Ортіс                           |
| 114 |                 | Енріке Руїс Гіньясу            | 19 червня 1941    | 4 червня 1943                                    | Рамон Кастільйо                                   |
| 115 |                 | Сегундо Сторні                 | 07 червня 1943    | 09 вересня 1943                                  | Педро Пабло Рамірес                               |
| 116 |                 | Альберто Хільберт              | 10 вересня 1943   | 21 жовтня 1943                                   | Педро Пабло Рамірес                               |
| 116 | 22 жовтня 1943  | Альберто Хільберт              | 15 лютого 1944    |                                                  | Педро Пабло Рамірес                               |
| 117 |                 | Беніто Суейро                  | 16 лютого 1944    | 26 лютого 1944                                   | Педро Пабло Рамірес                               |
| 118 |                 | Дієго Ісідро Масон             | 26 лютого 1944    | 02 травня 1944                                   | Едельміро Хуліан Фаррелл                          |
| 119 |                 | Орландо Пелуффо                | 02 травня 1945    | 15 січня 1945                                    | Едельміро Хуліан Фаррелл                          |
| 120 |                 | Сесар Амегіно                  | 18 січня 1945     | 06 травня 1945                                   | Едельміро Хуліан Фаррелл                          |
| 120 | 07 травня 1945  | Сесар Амегіно                  | 09 серпня 1945    |                                                  | Едельміро Хуліан Фаррелл                          |
| 121 |                 | Амаро Авалос                   | 09 серпня 1945    | 21 серпня 1945                                   | Едельміро Хуліан Фаррелл                          |
| 122 |                 | Сесар Амегіно                  | 21 серпня 1945    | 27 серпня 1945                                   | Едельміро Хуліан Фаррелл                          |
| 123 |                 | Хуан Ісаак Кук                 | 29 серпня 1945    | 12 вересня 1945                                  | Едельміро Хуліан Фаррелл                          |
| 124 |                 | Ортенсіо Кіхано                | 13 серпня 1945    | 18 серпня 1945                                   | Едельміро Хуліан Фаррелл                          |
| 125 |                 | Хуан Ісаак Кук                 | 18 серпня 1945    | 14 жовтня 1945                                   | Едельміро Хуліан Фаррелл                          |
| 126 |                 | Ектор Верненго Ліма            | 14 жовтня 1945    | 17 жовтня 1945                                   | Едельміро Хуліан Фаррелл                          |
| 127 |                 | Хуан Ісаак Кук                 | 18 жовтня 1945    | 04 червня 1946                                   | Едельміро Хуліан Фаррелл                          |
| 128 |                 | Хуан Атіліо Брамулья           | 04 червня 1946    | 26 лютого 1947                                   | Хуан Домінго Перон                                |
| 129 |                 | Фідель Анадон                  | 26 лютого 1947    | 06 березня 1947                                  | Хуан Домінго Перон                                |
| 130 |                 | Хуан Атіліо Брамулья           | 06 березня 1947   | 07 серпня 1947                                   | Хуан Домінго Перон                                |
| 131 |                 | Фідель Анадон                  | 09 серпня 1947    | 09 вересня 1947                                  | Хуан Домінго Перон                                |
| 132 |                 | Хуан Атіліо Брамулья           | 09 вересня 1947   | 09 жовтня 1947                                   | Хуан Домінго Перон                                |
| 133 |                 | Фідель Анадон                  | 09 жовтня 1947    | 20 жовтня 1947                                   | Хуан Домінго Перон                                |
| 134 |                 | Хуан Атіліо Брамулья           | 20 жовтня 1948    | 22 березня 1948                                  | Хуан Домінго Перон                                |
| 135 |                 | Фідель Анадон                  | 22 березня 1948   | 07 травня 1948                                   | Хуан Домінго Перон                                |
| 136 |                 | Хуан Атіліо Брамулья           | 07 травня 1948    | 13 серпня 1949                                   | Хуан Домінго Перон                                |
| 137 |                 | Іполіто Хесус Пас              | 13 серпня 1949    | 28 червня 1951                                   | Хуан Домінго Перон                                |
| 138 |                 | Херонімо Реморіно              | 28 червня 1951    | 25 серпня 1952                                   | Хуан Домінго Перон                                |
| 139 |                 | Ільдефонсо Каванья Мартінес    | 25 серпня 1955    | 22 вересня 1955                                  | Хуан Домінго Перон                                |
| 140 |                 | Маріо Амадео                   | 26 вересня 1955   | 14 листопада 1955                                | Едуардо Лонарді                                   |
| 141 |                 | Луїс Подеста Коста             | 14 листопада 1955 | 25 січня 1957                                    | Педро Еухеніо Арамбуру                            |
| 142 |                 | Альфонсо де Лаферрере          | 30 січня 1957     | 13 січня 1958                                    | Педро Еухеніо Арамбуру                            |
| 143 |                 | Теодоро Артунг                 | 13 січня 1958     | 29 січня 1958                                    | Педро Еухеніо Арамбуру                            |
| 144 |                 | Алехандро Себальйос            | 29 січня 1958     | 30 квітня 1958                                   | Педро Еухеніо Арамбуру                            |
| 145 |                 | Карлос Флоріт                  | 10 травня 1958    | 15 травня 1959                                   | Артуро Фрондісі                                   |
| 146 |                 | Артуро Роке Вітоло             | 15 травня 1959    | 22 травня 1959                                   | Артуро Фрондісі                                   |
| 147 |                 | Діохенес Табоада               | 22 травня 1959    | 27 квітня 1961                                   | Артуро Фрондісі                                   |
| 148 |                 | Адольфо Мухіка                 | 28 квітня 1961    | 29 серпня 1961                                   | Артуро Фрондісі                                   |
| 149 |                 | Артуро Роке Вітоло             | 29 серпня 1961    | 12 вересня 1961                                  | Артуро Фрондісі                                   |
| 150 |                 | Мігель Анхель Каркано          | 12 вересня 1961   | 25 березня 1962                                  | Артуро Фрондісі                                   |
| 151 |                 | Роберто Етчепареборда          | 26 березня 1962   | 05 квітня 1962                                   | Хосе Марія Гідо                                   |
| 152 |                 | Мар'яно Хосе Драго             | 05 квітня 1962    | 30 квітня 1962                                   | Хосе Марія Гідо                                   |
| 153 |                 | Боніфасіо дель Карріль         | 30 квітня 1962    | 05 жовтня 1962                                   | Хосе Марія Гідо                                   |
| 154 |                 | Карлос Мануель Муньїс          | 05 жовтня 1962    | 14 травня 1963                                   | Хосе Марія Гідо                                   |
| 155 |                 | Тібурсіо Паділья               | 15 травня 1963    | 23 травня 1963                                   | Хосе Марія Гідо                                   |
| 156 |                 | Хуан Карлос Кордіні            | 23 травня 1963    | 12 жовтня 1963                                   | Хосе Марія Гідо                                   |
| 157 |                 | Мігель Анхель Савала Ортіс     | 12 жовтня 1963    | 28 червня 1966                                   | Артуро Умберто Ільїя                              |
| 158 |                 | Ніканор Коста Мендес           | 04 липня 1966     | 16 червня 1969                                   | Хуан Карлос Онганіа                               |
| 159 |                 | Хуан Б. Мартін                 | 16 червня 1969    | 18 червня 1970                                   | Хуан Карлос Онганіа                               |
| 160 |                 | Луїс Марія де Пабло Пардо      | 18 червня 1970    | 23 березня 1971                                  | Роберто Марсело Левінгстон                        |
| 160 | 26 березня 1971 | Луїс Марія де Пабло Пардо      | 22 червня 1972    | Алехандро Агустін Лануссе                        |                                                   |
| 161 |                 | Едуардо Мак Лафлін             | 22 червня 1972    | Алехандро Агустін Лануссе                        | 25 травня 1973                                    |
| 162 |                 | Хуан Карлос Пуйг               | 25 травня 1973    | 13 липня 1973                                    | Ектор Кампора                                     |
| 163 |                 | Альберто Вігнес                | 13 липня 1973     | 12 жовтня 1973                                   | Рауль Альберто Ластірі                            |
| 163 | 12 жовтня 1973  | Альберто Вігнес                | 01 липня 1974     | Хуан Домінго Перон                               |                                                   |
| 163 | 01 липня 1974   | Альберто Вігнес                | 11 серпня 1975    | Марія Естела Мартінес де Перон                   |                                                   |
| 164 |                 | Анхель Федеріко Робледо        | 11 серпня 1975    | Марія Естела Мартінес де Перон                   | 16 вересня 1975                                   |
| 165 |                 | Мануель Араус Кастекс          | 16 вересня 1975   | Марія Естела Мартінес де Перон                   | 15 січня 1976                                     |
| 166 |                 | Педро Арріджі                  | 15 січня 1976     | Марія Естела Мартінес де Перон                   | 19 січня 1976                                     |
| 167 |                 | Рауль Альберто Кіхано          | 19 січня 1976     | 24 березня 1976                                  | Хорхе Рафаель Відела                              |
| 168 |                 | Антоніо Ваньєк                 | 24 березня 1976   | 30 березня 1976                                  | Хорхе Рафаель Відела                              |
| 169 |                 | Сесар Аугусто Гуццетті         | 30 березня 1976   | 23 травня 1977                                   | Хорхе Рафаель Відела                              |
| 170 |                 | Оскар Антоніо Монтес           | 23 травня 1977    | 06 листопада 1978                                | Хорхе Рафаель Відела                              |
| 171 |                 | Карлос Вашингтон Пастор        | 06 листопада 1978 | 29 березня 1981                                  | Хорхе Рафаель Відела                              |
| 172 |                 | Оскар Камільйон                | 29 березня 1981   | 11 грудня 1981                                   | Роберто Едуардо Віола                             |
| 173 |                 | Норберто Коуто                 | 11 грудня 1981    | 22 грудня 1981                                   | Карлос Альберто Лакосте                           |
| 174 |                 | Ніканор Коста Мендес           | 22 грудня 1981    | 30 червня 1982                                   | Леопольдо Галтьєрі, Альфредо Сен-Жан              |
| 175 |                 | Хуан Рамон Агірре Ланарі       | 02 липня 1982     | 10 грудня 1983                                   | Рейнальдо Біньйоне                                |
| 176 |                 | Данте Капуто                   | 10 грудня 1983    | 26 травня 1989                                   | Рауль Альфонсин                                   |
| 177 |                 | Сусана Руїс Серутті            | 26 травня 1989    | 08 липня 1989                                    | Рауль Альфонсин                                   |
| 178 |                 | Домінго Кавальйо               | 08 червня 1989    | 31 січня 1991                                    | Карлос Менем                                      |
| 179 |                 | Гідо Ді Телла                  | 31 січня 1991     | 10 грудня 1999                                   | Карлос Менем                                      |
| 180 |                 | Адальберто Родрігес Джаваріні  | 10 грудня 1999    | 23 грудня 2001                                   | Фернандо де ла Руа                                |
| 181 |                 | Хосе Марія Вернет              | 23 грудня 2001    | 03 січня 2002                                    | Адольфо Родрігес Саа                              |
| 182 |                 | Карлос Рукауф                  | 03 січня 2002     | 25 травня 2003                                   | Едуардо Дуальде                                   |
| 183 |                 | Рафаель Б'єлса                 | 25 травня 2003    | 30 листопада 2005                                | Нестор Кіршнер                                    |
| 184 |                 | Хорхе Таяна                    | 01 грудня 2005    | 18 червня 2010                                   | Нестор Кіршнер і Крістіна Кіршнер                 |
| 185 |                 | Ектор Тімерман                 | 22 червня 2010    | 9 грудня 2015                                    | Крістіна Фернандес де Кіршнер                     |
| 186 |                 | Сусана Малькорра               | 10 грудня 2015    | 10 червня 2017                                   | Маурісіо Макрі                                    |
| 187 |                 | Хорхе Форі                     | 10 червня 2017    | 10 грудня 2019                                   | Маурісіо Макрі                                    |
| 188 |                 | Феліпе Сола                    | 10 грудня 2019    | 20 вересня 2021                                  | Альберто Фернандес                                |
| 189 |                 | Сантьяго Каф'єро               | 20 вересня 2021   | 10 грудня 2023                                   | Альберто Фернандес                                |
| 190 |                 | Діана Мондіно                  | 10 грудня 2023    | нині                                             | Хав'єр Мілей                                      |